# دوان جيمس
دوان جيمس (بالإنجليزية: Duane James)‏ مواليد 30 يناير 1983 في نيويورك، هو لاعب كرة سلة أمريكي. بدأ مسيرته الاحترافية في سنة 2007. يبلغ طوله 6 قدم 6 بوصة (2.0 م).

## المسيرة الاحترافية
لعب مع نادي هورشولوم لكرة السلة في موسم 2007–2008، ثم لعب مع لستر رايدرز في سنة 2009، ثم لعب مع نادي أوفييدو لكرة السلة في موسم 2010–2011.